# L'amante sconosciuto
L'amante sconosciuto (Black Widow) è un film del 1954 diretto da Nunnally Johnson.
Il film è l'adattamento del romanzo giallo Il segreto della morte di Patrick Quentin, con incursioni nel mondo teatrale americano.

## Trama
Un detective indaga sulla strana morte di Nancy “Nanny” Ordway, una giovane scrittrice di provincia arrivata da poco a Broadway. La ragazza viene trovata impiccata in casa di Peter Denver, un produttore teatrale che, durante l'assenza della moglie Iris, famosa attrice, le aveva prestato le chiavi di casa per consentirle di scrivere senza essere disturbata dalla coinquilina. Tutti gli indizi fanno pensare ad un omicidio più che ad un suicidio. I sospetti del tenente Bruce si incentrano sul produttore, soprattutto quando il coroner scopre che la ragazza era incinta. Ma nulla è come sembra.
Nanny, che Peter ha incontrato per la prima volta il 6 giugno a un party della sua vicina di casa, l'attrice Carlotta Marin, era giunta a New York tre mesi prima, il 6 marzo, e si era recata subito al Village dove viveva suo zio Gordon Ling, un attore di serie B che lavorava in quel momento in un lavoro teatrale di Peter. In una settimana, Nanny era riuscita a trovare un lavoro al Sylvia's Café, un ritrovo alla moda, dove aveva conosciuto Claire, un'artista di buona famiglia e suo fratello John. Era diventata loro amica fino a diventare la coinquilina di Claire. Dopo aver conosciuto Peter alla festa di Lottie, dieci giorni dopo gli telefona e si fa portare a casa sua: in quell'appartamento elegante e ricco, la ragazza dichiara in maniera drammatica che vuole diventare una grande scrittrice e poi lascia intendere che un ambiente come quello potrebbe aiutarla a scrivere meglio. Peter, che ama aiutare i giovani, come ben sa anche Iris, le permette di usare l'appartamento mentre lui è fuori. Due settimane dopo, Peter va a prendere Iris all'aeroporto. Tornato a casa con la moglie, Peter si irrita perché Nanny sta ascoltando un disco e non se n'è ancora andata. Con raccapriccio, Iris scopre che la ragazza è invece morta, impiccata nella camera da letto.
Le indagini sono affidate al tenente Bruce che interroga Peter su un disegno trovato sull'impiccata dove viene citata anche la sua opera preferita, Salomè. Peter, pur ricordando che la ragazza ogni tanto scarabocchiava qualche foglio, non sa dargli altre spiegazioni. Improvvisamente, nell'appartamento irrompe Lottie: con fare drammatico, si rivolge al tenente dicendogli che non deve sospettare che Peter possa mai aver avuto una relazione con quella ragazza.
Il giorno seguente, Claire afferma di sapere che Nanny aveva una relazione con Peter e che, per questo, aveva rifiutato una proposta di matrimonio di suo fratello John. Quando torna a casa, Peter vi trova anche Lottie, che sta cercando di convincere sua moglie a lasciarlo. Furibondo, la butta fuori. Ma, Iris riceve un altro colpo quando arriva una lettera indirizzata a lei: è di Nanny, che le aveva scritto per informarla dei sentimenti che la legavano a Peter.
Un cerchio sembra stringersi attorno a Peter che non riesce a capacitarsi di ciò che gli sta accadendo. Il peggio, però, deve ancora arrivare. E arriva con il tenente Bruce, che porta la notizia che la ragazza morta era incinta. Non solo: prima è stata soffocata e poi è stato inscenato il falso suicidio. Ora tutti i sospetti cadono su Peter che, convinto di venir arrestato, fugge. Si reca da Claire, che gli conferma come Nanny, il 2 giugno, le aveva detto di avere una relazione con il marito di una donna famosa. Anche Gordon, lo zio, gli dice che lei raccontava di avere una storia con lui anche se, all'inizio, non lo aveva mai nominato ma aveva parlato solo di un uomo non identificato, sposato a una donna importante. Tornato a casa, Peter trova conforto nel parlare con Iris: ora è sicuro di poter dimostrare la propria innocenza, perché lui, il 2 giugno, non conosceva ancora Nanny. Di più: probabilmente il vero amante di Nanny è Brian, il marito di Lottie.
Con l'aiuto di Iris, fa parlare Brian che confessa di avere avuto una relazione con Nanny, stanco di essere messo in ombra dalla moglie famosa. Quando poi l'amante gli aveva rivelato di aspettare un bambino, lui si era angosciato perché non aveva il denaro per mantenerla. Ma lei aveva progettato di trovare i soldi per vivere insieme ricattando Peter: aveva già messo in moto la macchina che doveva costringerlo a pagare, raccontando a tutti della loro relazione. E chi gli avrebbe creduto, visto che lei si recava ogni giorno in casa sua? Brian, inorridito dalla rivelazione della rapacità di Nanny, non voleva collaborare ma, poi, minacciato anche lui dalla ragazza, era stato zitto. Il racconto di Brian è interrotto dall'arrivo di Lottie che, come una furia, vuole farlo tacere e non vuol sentir parlare di adulterio. Ma, nell'appartamento giunge anche il tenente Bruce, che ha sentito tutto dai microfoni che ha piazzato in casa. Brian insiste a dire di non essere lui l'assassino, mentre può esserlo Peter, che non voleva essere ricattato. Bruce propone invece la sua ipotesi: Lottie è venuta a sapere della relazione del marito ascoltando una sua telefonata. Furiosa, si reca nell'appartamento di Denver per ingiungere alla ragazza di andarsene da New York. Nanny le risponde per le rime e le rinfaccia il disprezzo di Brian. Accecata dalla rabbia, Lottie la strangola e poi, resasi conto di quello che ha fatto, cerca di mascherare l'omicidio inscenando l'impiccagione e spargendo falsi indizi come il foglietto con il disegno.
Arrestata Lottie, Iris e Peter restano finalmente soli. La domanda che Iris si fa è cosa potrà accadere ora a Lottie. Peter la rassicura: con il suo talento istrionico, Lottie saprà convincere qualsiasi giuria di essere una dolce donna perseguitata e, senza alcun dubbio, innocente.

## Produzione
Il film fu prodotto dalla Twentieth Century Fox Film Corporation. Venne girato nei 20th Century Fox Studios, al 10201 di Pico Blvd., Century City, Los Angeles e a New York. Le riprese durarono dal 15 giugno al 15 luglio, ma furono poi integrate da alcune scene aggiunte girate il 2 e il 3 agosto 1954.

## Distribuzione
Distribuito dalla Twentieth Century Fox Film Corporation, il film venne presentato in prima a New York il 27 o il 28 ottobre 1954. A Los Angeles, fu proiettato per la prima volta in pubblico il 3 novembre 1954.